# لونا
في الديانة السابينية والأساطير الرومانية القديمة، لونا هو التجسيد الإلهي للقمر (باللاتينية Lūna [ˈɫ̪uːnä]). غالبًا ما يتم تصويرها على أنها المكمل الأنثوي للشمس (سول)، ويُنظر إليها على أنها إله. يتم أيضًا تصوير لونا أحيانًا على أنها جزء من الإلهة الرومانية الثلاثية (المغنية الثلاثية)، جنبًا إلى جنب مع ديانا وبروسيربينا أو هيكات. لونا ليست دائمًا إلهة مميزة، ولكنها في بعض الأحيان صفة تختص بالإلهة، حيث تم تحديد كل من ديانا وجونو على أنهما إلهة القمر.